# Lev Rúdnev
Lev Vladímirovich Rúdnev (1 de marzojul./ 13 de marzo de 1885greg., Nóvgorod - 19 de noviembre de 1956), fue un arquitecto ruso durante el periodo soviético.

## Biografía
Hijo de un profesor, Rúdnev estudió en la Escuela de Artes de Riga, entrando como alumno en 1906 en la Academia de Artes de San Petersburgo, aún durante el periodo zarista. Durante sus estudios, comenzó a trabajar como diseñador arquitectónico y constructor de edificios. 
Fueron fuentes influyentes en su práctica profesional una profunda percepción de la arquitectura rusa y sus más notables ejemplos, mientras asistía como ayudante en el estudio del arquitecto Iván Fomín (Ivan Fomin). Ya desde 1915, Rúdnev era considerado un gran arquitecto. 
Desde la victoria en 1917 de los bolcheviques, fue comisionado para el diseño y ejecución de diversos proyectos del nuevo Estado. Destacaron entre ellos, la Academia Militar Frunze, (1932-1937), y tras la Segunda Guerra Mundial, la colaboración en la reconstrucción de ciudades destruidas durante el conflicto: Vorónezh, Stalingrado o Riga. 
En la última fase de su vida, dos proyectos destacaron con luz propia: la Universidad Estatal Lomonósov de Moscú, y fuera de las fronteras soviéticas, el Palacio de la Cultura y la Ciencia de Varsovia, ambos notables por su colosalismo y mezcla del llamado estilo estalinista con influencias autóctonas e incluso del art déco.

## Algunas obras

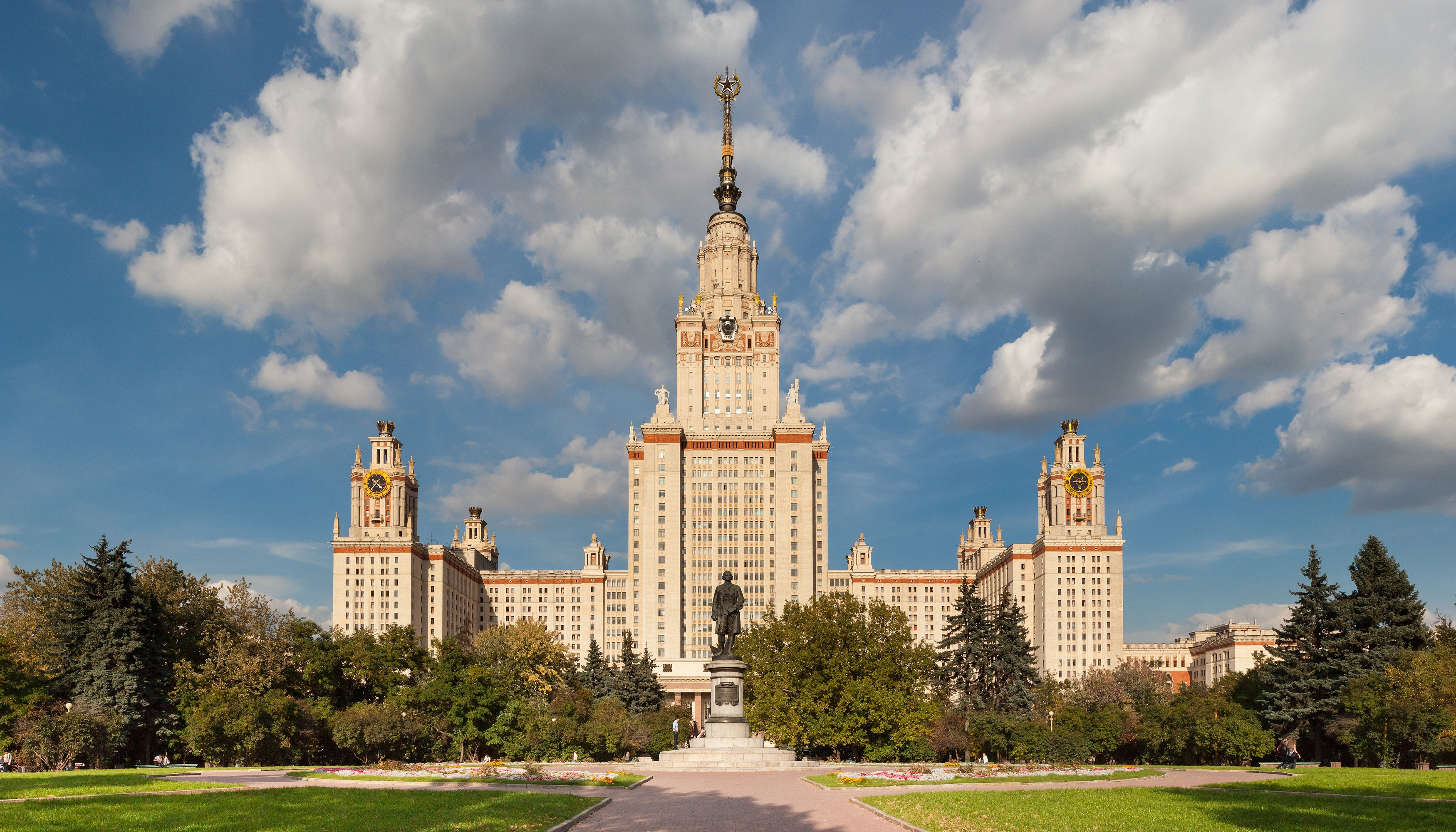
Universidad Estatal de Moscú.
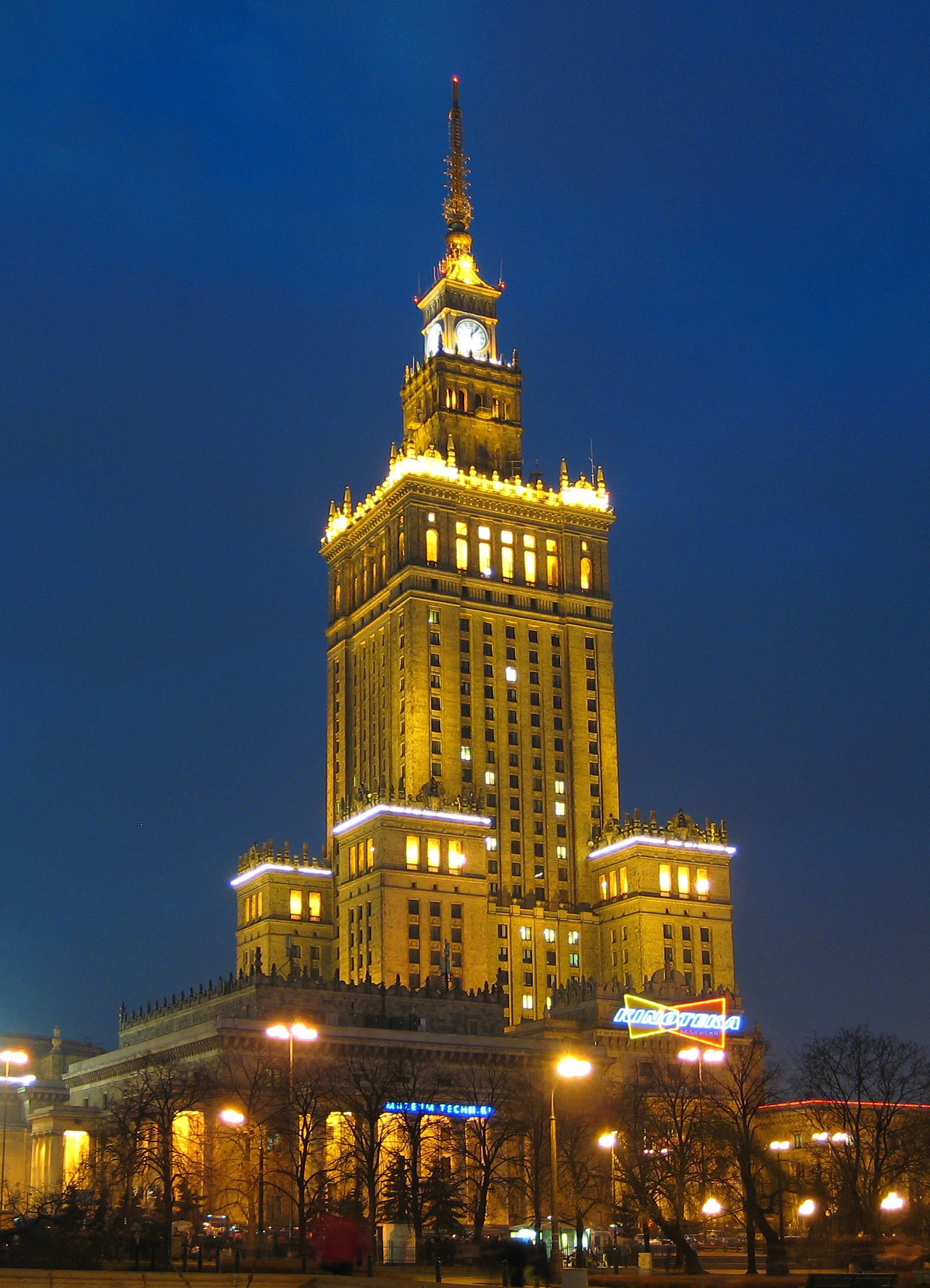
Palacio de la Cultura y la Ciencia, Varsovia